# Skútustaðahreppur
Skútustaðahreppur (kiejtése: ˈskuːtʏˌstaːðaˌr̥ɛhpʏr̥) önkormányzat Izland Északkeleti régiójában. Székhelye Reykjahlíð.
2021-ben összevonták Þingeyjarsveittel.

## Fordítás
- Ez a szócikk részben vagy egészben  a   Skútustaðahreppur című izlandi Wikipédia-szócikk ezen változatának fordításán alapul.  Az eredeti cikk szerkesztőit annak laptörténete sorolja fel. Ez a jelzés csupán a megfogalmazás eredetét és a szerzői jogokat jelzi, nem szolgál a cikkben szereplő információk forrásmegjelöléseként.
- Ez a szócikk részben vagy egészben  a   Skútustaðahreppur című angol Wikipédia-szócikk ezen változatának fordításán alapul.  Az eredeti cikk szerkesztőit annak laptörténete sorolja fel. Ez a jelzés csupán a megfogalmazás eredetét és a szerzői jogokat jelzi, nem szolgál a cikkben szereplő információk forrásmegjelöléseként.